# Georges Garel
Pour les articles homonymes, voir Garel et Garfinkel.
Georges Garel, dit Gasquet, né Grigori Garfinkel le 1er mars 1909 en Russie à Vilna, aujourd'hui Vilnius, et mort le 9 janvier 1979 à Paris, est un ingénieur électricien et résistant français. Animateur du Réseau Georges Garel, qui est la branche clandestine de l'OSE, il dirige sous l'Occupation une des principales filières de placement d'enfants cachés.

## Biographie
« Gri » Garel passe sa petite enfance à Vilna, une des capitales du « Yiddishland » où son père est ingénieur. Il a trois ans quand, en 1912, la famille s'installe à Kiev. En 1924, année de la mort de Lénine, elle émigre de Russie pour Berlin, puis, deux ans plus tard, en 1926, Paris.
C'est dans cette ville qu'il passe les deux baccalauréats, lettres et sciences, mais c'est à Zurich, à l'École polytechnique, qu'il fait ses études supérieures, en allemand donc. Diplômé en ingénierie électrique d'un établissement au prestige mondial, il intègre à Lyon les effectifs de la Compagnie électro-mécanique. En 1934, il est naturalisé français.
Lieutenant de réserve dans l'artillerie, il est mobilisé le 30 août 1939 et affecté à l’état-major du colonel Vallet sur la frontière italienne du Dauphiné. Démobilisé en 1940, il reprend son activité d'ingénieur à la CEM de Lyon tout en prêtant son concours au mouvement Combat que dirige son ami Claude Bourdet et Henri Frenay.
Avec son beau-frère Charles Lederman et l'abbé Alexandre Glasberg, il est amené en 1942 à venir en aide aux personnes qui ont été incarcérées à Vénissieux à la suite de la Rafle du 26 août 1942. Durant l'été 42, les rafles conduites dans la région Rhone-Alpes y amènent mille deux cents Juifs étrangers. Le 23 août 1942, Georges Garel fait partie de la commission de « criblage » de ces mille deux cents « prisonniers raciaux ». Le personnel de l'opération, suppléant à celui de la prison et de la police, est celui de l'Œuvre de secours aux enfants. La commission réussit à écarter de la déportation quatre vingt adultes et cent huit enfants.
Le 11 novembre 1942, la « zone libre » est supprimée et passe sous administration militaire allemande. Dès le mois suivant, Joseph Weill, directeur médical de l'OSE qui a été contrainte de se subordonner à l'UGIF et a vu plusieurs de ses refuges servir de cibles aux rafles, demande à Georges Garel de constituer un réseau clandestin permettant de cacher sous de fausses identités les enfants de moins de seize ans et de les disperser au sein de la population puis si possible leur faire passer la frontière suisse. Le réseau est au cœur de la forme clandestine de l'OSE et regroupe tous les services nécessaires à la tâche, imprimeurs clandestins, agents de liaisons, logeurs… Elle ne prendra une forme officielle qu'après la guerre en devenant l'Association de la résistance juive de France, ARJF. Georges Garel obtient du cardinal Saliège, archevêque de Toulouse qui a fait lire en chaire « Les Juifs sont des hommes […] Tout n’est pas permis contre eux […] », l’autorisation de placer les enfants, dotés de faux-papiers, dans des institutions ecclésiastiques du diocèse de Toulouse.
Le « circuit Garel » se met en place en janvier 1943. Les soutiens viennent d'autres organisations catholiques, puis protestantes, laïques, voire d'initiatives privées. Environ mille six cents enfants seront finalement placés dans le sud de la France et l'ex zone italienne, autour de Toulouse et Lyon, mais aussi Valence et Limoges. Le rôle de Georges Garel est de garder le contact avec ces enfants dispersés, pourvoir à leur entretien, et développer le réseau dans ce qui fut la zone sud. Il épouse Lili Tager en 1943, à Lyon, de laquelle il aura sept enfants. Le circuit fonctionne jusqu'à l'automne 1944.
À la Libération, Georges Garel est nommé directeur général de l'OSE France. En 1948 il reprend son poste d'ingénieur à la CEM. En 1951, il prend la présidence de l'OSE. Retraité en 1974, il la conserve jusqu'en 1978, tout en continuant à siéger régulièrement au conseil d'administration de l'association. Il meurt à Paris d'un infarctus.

## Famille
Il épouse Élise Tager, dite Lili, née en 1921 à Paris. Les parents de celle-ci sont des Juifs russes qui ont émigré en France en 1919, durant la guerre civile. Elle participe à la Manifestation du 11 novembre 1940 des lycéens et étudiants, place de l’Étoile, et est emprisonnée en tant que juive pendant trois mois à Fresnes. Elle se réfugie à Lyon, en zone sud, à la fin de l'année 1941.
Elle entre dans la Résistance en tant que convoyeuse assurant la liaison entre Nice et Lyon. Elle participe au sauvetage d'enfants juifs, avec son mari, Georges Garel. Son nom de résistance est Élisabeth-Jeanne Tissier. Elle aurait été emprisonnée à la prison Montluc à Lyon.
Les Garel ont sept enfants : Jean-Renaud, polytechnicien et biochimiste; Annie, médecin ; Michel, conservateur des manuscrits hébraïques à la Bibliothèque nationale de France ; Laurent, médecin ; Thomas, normalien et physicien ; Denis, médecin ; et Nathalie, conseillère en communication.

## Publication
- Georges Garel, Le sauvetage des enfants par l'OSE, 1938-1944., coll. Témoignages de la Shoah, vol. 14676  (ISSN 1778-3259), Éditions Le Manuscrit, 2012  (ISBN 2304040462 et 9782304040463).

## Film
L'historienne Valérie Perthuis-Portheret a réalisé un film qui relate la vie de Lili Garel, et en particulier son rôle dans la nuit de Vénissieux, celle du 28 au 29 août 1943, au cours de laquelle cent huit enfants « Juifs » ont été sortis du camp d'internement de Vénissieux, au sud-est de Lyon, et sauvés de la déportation. Vénissieux marque le début de l'action sur le terrain de Georges Garel, ingénieur à Lyon, auprès de l'Œuvre de secours aux enfants, et c'est la première implication sur le terrain de Lili Tager, qui venait à peine d'être embauchée dans le bureau lyonnais de l'OSE, comme secrétaire à temps partiel et assistante sociale. Elle a vingt ans. Peu après cet événement Lili Tager et Georges Garel se marient.
Des années plus tard, Lili Garel témoignera du « cauchemar »de Vénissieux qu'« elle n'oublie pas ».

## Célébration
Le 23 juin 2014, le siège de l'Œuvre de secours aux enfants, l'OSE, 11 rue du Faubourg-du-Temple à Paris, jusqu'alors nommé Centre Georges Garel est renommé Centre Georges et Lili Garel.

### En ligne
- Notices d'autorité :   - VIAF
  - ISNI
  - BnF (données)
  - IdRef
  - GND
  - Israël
- Entretien avec Garel, 1er octobre 1963 (manuscrit, 26 p.)